# Dois Lajeados
Dois Lajeados is een gemeente in de Braziliaanse deelstaat Rio Grande do Sul. De gemeente telt 3.484 inwoners (schatting 2009).